# Consell Nacional de la Llengua Maltesa
El Consell Nacional de la Llengua Maltesa (maltès: il-Kunsill Nazzjonali tal-Ilsien Malti) és un organisme creat per la Llei sobre la Llengua Maltesa de l'any 2005.
Fins a l'any 2005 l'estandardització de l'ortografia estigué al càrrec de l'Acadèmia del Maltès, funció que ara compleix el Consell Nacional de la Llengua Maltesa.
Aquest Consell és membre de la Federació Europea d'Institucions Nacionals de la Llengua.
El president actual és el professor Ray Fabri, a partir del 2013, acadèmic de la Universitat de Malta.

## Objectius
Els objectius segons l'article 5 de la llei són:
1. La promoció de la llengua maltesa tant a Malta com a altres països
2. Reglamentar l'ortografia, actualitzant-la i establint la manera correcta d'escriure les paraules i frases que entren en la llengua maltesa.

El Consell no té com a objectiu prescriure una norma correcta de la llengua i la pròpia llei li assigna com funcions principals desenvolupar i enfortir la posició de la llengua maltesa a tots els àmbits de la societat, a més de col·laborar amb altres organismes que busquen objectius semblants a la difusió de la llengua.